# تسوماگوی، گونما
تسوماگوی، گونما (به لاتین: Tsumagoi, Gunma) یک منطقهٔ مسکونی در ژاپن است که در استان گونما واقع شده‌است. تسوماگوی ۳۳۷٫۵۸ کیلومترمربع مساحت و ۹٬۶۹۱ نفر جمعیت دارد.